# Gherardesca di Pisa
Gherardesca di Pisa (Pisa, 1212 circa – Pisa, 1269 circa) è stata una religiosa italiana.
Eremita camaldolese, il suo culto come beata è stato confermato da papa Pio IX nel 1856.

## Biografia
Appartenente alla famiglia dei conti della Gherardesca, attorno al 1231 fu costretta a sposare il nobile Alferio di Bandino ma il loro matrimonio rimase senza figli. Nel 1234 i coniugi decisero di separarsi e abbracciare la vita religiosa: Alferio tra i camaldolesi del monastero pisano di San Savino, Gherardesca da reclusa in una cella accanto a quel monastero.
La tradizione le attribuisce visioni, estasi e poteri taumaturgici; a causa di ciò fu denunciata dai monaci di San Savino al generale dei camaldolesi e scomunicata ma, difesa dal suo confessore, fu poi assolta.

## Il culto
Dopo la morte il suo corpo fu sepolto nella chiesa del monastero di San Savino, ma se ne perse traccia.
Papa Pio IX, con decreto del 29 maggio 1856, ne confermò il culto con il titolo di beata.
Il suo elogio si legge nel martirologio Romano al 29 maggio.